# Ação Democrática Nacionalista (Bolívia)
A Ação Democrática Nacionalista (em espanhol: Acción Democrática Nacionalista, ADN) foi um partido político na Bolívia.
A ADN foi fundada em 23 de março de 1979 pelo militar ditador Hugo Banzer quando este renunciou ao poder. Mais tarde incorporou o Partido de la Izquierda Revolucionaria (PIR) e uma facção da Falange Socialista Boliviana (FSB). Como líder do ADN, Banzer concorreu a eleições presidenciais em 1979, 1980, 1985, 1989, 1993 e ganhou a eleição de 1997.
A ADN fazia parte da União dos Partidos da América Latina , e era membro associado da União Internacional Democrata . Jorge Quiroga,  ex-prefeito de Cochabamba e um dos líderes da oposição ao Evo Morales era membro do partido antes de fundar a Nova Força Republicana (NFR, de extrema direita).

## Resultados eleitorais

### Eleições gerais
| Data | CI. | Candidato apoiado | Votos   | %            | +/-  | Deputados | +/- | Senadores | +/-     |
| ---- | --- | ----------------- | ------- | ------------ | ---- | --------- | --- | --------- | ------- |
| 1979 | 3.º | Hugo Banzer       | 218 857 | 14,9 / 100,0 |      | 19 / 117  |     | 3 / 27    |         |
| 1980 | 3.º | Hugo Banzer       | 220 309 | 16,8 / 100,0 | 1,9  | 24 / 130  | 5   | 6 / 27    | 3       |
| 1985 | 1.º | Hugo Banzer       | 493 735 | 32,8 / 100,0 | 14,0 | 41 / 130  | 17  | 10 / 27   | 4       |
| 1989 | 2.º | Hugo Banzer       | 357 298 | 25,2 / 100,0 | 7,6  | 38 / 130  | 3   | 8 / 27    | 2       |
| 1993 | 2.º | Hugo Banzer       | 346 865 | 21,1 / 100,0 | 4,4  | 35 / 130  | 3   | 8 / 27    | Estável |
| 1997 | 1.º | Hugo Banzer       | 484 705 | 22,2 / 100,0 | 1,1  | 32 / 130  | 3   | 11 / 27   | 3       |
| 2002 | 7.º | Ronald MacLean    | 94 386  | 3,4 / 100,0  | 18,8 | 4 / 130   | 28  | 0 / 27    | 11      |

### Eleições presidenciais

#### Colégio eleitoral (Congresso)
| Data | Candidato apoiado | CI.       | Votos     | Resultado  |
| ---- | ----------------- | --------- | --------- | ---------- |
| 1982 | Hugo Banzer       | 2.º       | 29 / 146  | Não Eleito |
| 1985 | Hugo Banzer       | 2.º       | 51 / 145  | Não Eleito |
| 1989 | Hugo Banzer       | 2.º       | 50 / 147  | Não Eleito |
| 1993 | Abstenção         | Abstenção | Abstenção | Abstenção  |
| 1997 | Hugo Banzer       | 1.º       | 118 / 148 | Eleito     |

## Ver Também
- Movimento Bolívia Livre
- Falange Socialista Boliviana
- Movimento Nacionalista Revolucionário (Bolívia)
- Movimento para o Socialismo